# أنغولا في الألعاب الأولمبية الصيفية 2020
شاركت أنغولا في دورة الألعاب الأولمبية الصيفية 2020 في طوكيو. التي كان من المقرر في الأصل أن تقام في الفترة من 24 يوليو إلى 9 أغسطس 2020 ، تم تأجيل الألعاب إلى 23 يوليو إلى 8 أغسطس 2021 ، بسبب وباء COVID-19. كان هذا هو الظهور العاشر لها في الألعاب الأولمبية الصيفية، حيث شاركت في كل الدورات منذ عام 1980 باستثناء الألعاب الأولمبية الصيفية لعام 1984 في لوس أنجلوس، حيث كانت جزء من الدول التي قاطعت دورة لوس انجلوس .

## المنافسين
فيما يلي قائمة بعدد المتنافسين في الألعاب. لاحظ أن الاحتياطيات في كرة اليد لا تحسب:
| رياضة       | رجال | سيدات | المجموع |
| ----------- | ---- | ----- | ------- |
| ألعاب القوى | 1    | 0     | 1       |
| كرة اليد    | 0    | 14    | 14      |
| الجودو      | 0    | 1     | 1       |
| إبحار       | 2    | 0     | 2       |
| سباحة       | 1    | 1     | 2       |
| المجموع     | 4    | 16    | 20      |

## ألعاب القوى
حصلت أنغولا على مقعد من الاتحاد الدولي لألعاب القوى لإرسال رياضي ذكر إلى الأولمبياد. 
- Note–Ranks given for track events are within the athlete's heat only
- Q = Qualified for the next round
- q = Qualified for the next round as a fastest loser or, in field events, by position without achieving the qualifying target
- NR = National record
- N/A = Round not applicable for the event
- Bye = Athlete not required to compete in round

أحداث المضمار
| رياضي       | هدف        | التمهيدية | التمهيدية | الجولة 1 | الجولة 1 | نصف النهائي | نصف النهائي | النهائي  | النهائي  |
| رياضي       | هدف        | نتيجة     | مرتبة     | نتيجة    | مرتبة    | نتيجة       | مرتبة       | نتيجة    | مرتبة    |
| ----------- | ---------- | --------- | --------- | -------- | -------- | ----------- | ----------- | -------- | -------- |
| أفيني ميغيل | 100 م رجال | DSQ       | DSQ       | لم يتقدم | لم يتقدم | لم يتقدم    | لم يتقدم    | لم يتقدم | لم يتقدم |

## كرة اليد
ملخص
Key:
- ET: After وقت إضافي
- P – Match decided by penalty-shootout.

| فريق   | الحدث           | مرحلة المجموعات        | مرحلة المجموعات | مرحلة المجموعات | مرحلة المجموعات | مرحلة المجموعات        | مرحلة المجموعات | الربع النهائي | الدور قبل النهائي | نهائي / BM | نهائي / BM |
| فريق   | الحدث           | منافس نتيجة            | منافس نتيجة     | منافس نتيجة     | منافس نتيجة     | منافس نتيجة            | مرتبة           | منافس نتيجة   | منافس نتيجة       | منافسنتيجة | مرتبة      |
| ------ | --------------- | ---------------------- | --------------- | --------------- | --------------- | ---------------------- | --------------- | ------------- | ----------------- | ---------- | ---------- |
| أنغولا | منافسات السيدات | الجبل الأسود خ 22 - 33 | النرويج خ 21-30 | هولندا خ 37-28  | اليابان ف 28-25 | كوريا الجنوبية ت 31-31 | 5               | لم تتقدم      | لم تتقدم          | لم تتقدم   | لم تتقدم   |

### بطولة السيدات
تأهل منتخب أنجولا لكرة اليد للسيدات للأولمبياد بفوزه بالميدالية الذهبية في بطولة التصفيات الأفريقية 2019 في داكار بالسنغال.
قائمة الفريق
المجموعة